# 湄窖酒
湄窖酒简称湄窖，是貴州湄潭出产的一种用中温大曲作糖化剂，以高粱和小麦为原料的浓香型白酒。湄窖一开始并非大曲酒：1952年政府合并当地数个酒坊成立国营湄潭酒厂，次年投产，但产量一直很少。至1962年，酒厂合并熬溪酒厂、湄潭糖厂、织布厂后方使之窖酒产能提至数吨；同年，酒厂开始推广小曲酿酒法，最终将产能提至六百吨。1976年酒厂研制成功大曲浓香型白酒，但因文革动乱一直无法量产；直至改革开放后原料短缺问题获得解决，大曲酒才于1980年代初取代了以前产品，先命名为“湄江窖酒”，后改称称湄窖。